# Dendrophthora negeriana
Dendrophthora negeriana är en sandelträdsväxtart som beskrevs av Patschovsky. Dendrophthora negeriana ingår i släktet Dendrophthora och familjen sandelträdsväxter. Inga underarter finns listade i Catalogue of Life.